# Хроматизм
Хроматизм в музиці — інтервальна система, в основі якої лежить півтон. В історії музики розрізняють хроматизм у давньогрецькій та новій європейській інтервальній системах.

## Хроматизм (визначення). Види хроматичних звуків Хроматизм і вводнотонність
Протягом XVIII—XIX ст. в європейській музиці домінуючу роль займали семиступеневі діатонічні лади мажору та мінору. Однак в кінці XVIII на початку XIX, а особливо з другої половини ХІХ ст., в творчості різних композиторів помітною стає тенденція до збагачення і розширення виразних можливостей діатонічних ладів. Все частіше в музиці з'являються хроматично змінені ступені (підвищені та понижені на хроматичний півтон). І усіляка зміна висоти будь-якої з семи ступенів ладу (тобто підвищення або пониження їх на півтона за допомогою неключових знаків альтерації) є явищем хроматичного порядку. Взагалі, хроматизмом (від гр. chromatos — колір, фарба) називається півтонова видозміна діатонічних ступенів ладу. В результаті в діатоніку включаються додаткові тони, які не виконують самостійної функції, а співіснують з основними ступенями як їх варіанти. В мелодичному русі розрізняють два види хроматичних звуків:
- прохідні, взяті між двома сусідніми діатонічними ступенями, що знаходяться в цілотонному співвідношенні;
- допоміжні, взяті на півтона вище (верхні допоміжні) або нижче (нижні допоміжні) будь-якого діатонічного ступеня між ним та його повторенням .

Хроматичні тони виникають як увідні з сусідніми діатонічними ступенями. Усвідомлення увіднотонності — одна із важливіших умов точного і виразного інтонування голосом і на інструменті із нефіксованою висотою (скрипка, віолончель). По значенню в музичній тканині розрізняють: — мелодичний хроматизм, який сприяє розцвічуванню перш за все мелодичної лінії за рахунок використання хроматичних прохідних та допоміжних звуків в тому чи іншому голосі — гармонічний хроматизм, пов'язаний із загостренням існуючих чи утворенні нових ладофункційних тяжінь, які виявляються перш за все в гармонії в акордових засобах .

## Хроматична гамаі її правопис
Гама, звуки якої розташовані послідовно за півтонами вгору або вниз, називається хроматичною гамою. У межах октави повна хроматична гама має 12 звуків. Вона не утворює самостійного ладу, а є різновидом мажору та мінору, звукоряд яких включає крім основних ступенів їх підвищені та понижені варіанти.
Правопис хроматичної гами.
- 1. Хроматична гама нотується із урахуванням звукоряду діатонічного мажору та мінору, ступені якого завжди залишаються незмінними .
- 2. В мажорній хроматичній гамі: — при русі вверх основні ступені підвищуються на півтону, за винятком III ст. (півтонова відстань) та VI, замість якого понижується VII ст.; — у низхідному русі основні ступені понижуються на півтону, за винятком V ст., замість якого підвищується IV.
- 3. В мінорній хроматичній гамі при русі вверх і вниз незмінними залишаються I і V ст. ладу .

Нотація висхідної мажорної гами збігається з висхідним паралельним мінором . Правопис низхідної хроматичної гами мінору збігається з низхідним однойменним мажором. У висхідному русі кожний підвищений ступінь сприймається як напружений увідний тон — терція D7 або пріма VII7 до тональності I ст. спорідненості, тризвук якої будується на наступному щаблі основного звукоряду . Саме тому в мажорі VI ст., а в мінорі — I ст. ладу не підвищуються. В низхідному русі усілякий понижений ступінь розглядається як септима D7 (IV ст.) чи як септима зм .VII 7 (VI ст.) у відповідних споріднених тональностях . Цей звук повинен розв'язуватись ходом на пів тону вниз в квінту тризвуку спорідненої тональності. Тому в мажорі V ст. ладу, а в мінорі VII ст. не понижуються. Тим не менше в музиці ХІХ і особливо ХХ ст. зустрічаються випадки і більш вільної нотації деяких звуків у відрізках хроматичної гами (у випадку нотації паралелізма голосів по півтонам, для наочності запису та зручності читання нот.)
«Хроматичними» інтервалами вважаються інтервали, що утворюються сім'ю квінтовими кроками і більше:
- Збільшена прима (і зменшена октава);
- Збільшена квінта (та зменшена кварта);
- Збільшена секунда (і зменшена септима);
- Збільшена секста (і зменшена терція);
- Збільшена терція (і зменшена секста).

У ладовому контексті мажорно-мінорної тональності хроматичні інтервали надають мелодії підвищену експресію, а тональній гармонії (наприклад, альтеровані акорди) — загострену функціональну динаміку.